# Pluvier
Charadriinae
Sous-famille
Les Charadriinae (Charadriinés en français), ou Pluviers sont une sous-famille de limicoles de la famille des Charadriidae.
Charadriinae vient de Charadrius dont le nom grec χαραδριός (charadrios) désigne l'oiseau de ce genre type. Le nom pluvier vient du latin populaire pluviarius, « oiseau de pluie », les pluviers arrivant en troupe vers la saison des pluies.
Il est à noter que les quatre espèces du genre Pluvialis portent également le nom vernaculaire de « Pluvier » : Pluvier argenté (Pluvialis squatarola), Pluvier bronzé (Pluvialis dominica), Pluvier doré (Pluvialis apricaria) et Pluvier fauve (Pluvialis fulva).

## Liste des genres
D'après Alan P. Peterson et la classification de référence (version 12.2, 2022) du Congrès ornithologique international, la sous-famille des Charadriinae est constituée des genres suivants (ordre phylogénique) :
- genre Charadrius (32 espèces)
- genre Thinornis (2 espèces)
- genre Elseyornis (1 espèce)
- genre Oreopholus (1 espèce)
- genre Phegornis (1 espèce)
- genre Hoploxypterus (1 espèce)

## Liste des espèces
D'après la classification de référence (version 2.6, 2010) du Congrès ornithologique international (ordre phylogénique) :

## Dans la culture
Le Physiologus, bestiaire chrétien du IIe ou IVe siècle, présente un animal qu'il nomme « charatrius, espèce de hibou », qu'il lie au christianisme :

« Il est un oiseau qu'on nomme charatrius. Moïse en parle dans le Deutéronome. Il est entièrement blanc, aucune tache ne s'aperçoit sur son plumage. L'excrément de ses entrailles guérit les yeux fermés à la lumière. Il se trouve quelquefois à la cour des rois. Lorsqu'un homme est attaqué de maladie mortelle, si le charatrius détourne de lui son regard, signe funeste ! La mort va s'emparer du patient. Mais si celui-ci doit après son mal voir des jours heureux, l'oiseau le regarde, absorbe son infirmité, et le mal est guéri.
Le charatrius est l'image de la belle figure. Car Notre Seigneur est sans tache, comme il le dit lui-même : "Le prince de ce monde viendra ; mais ne pourra me rien reprocher." Il est venu du ciel vers les Juifs, mais ceux-ci ne voulurent pas voir leur médecin ; il alla donc aux non Juifs, et guérit leurs maladies et leurs douleurs. Crucifié, "il réduisit l'esclavage en servitude" , vainquit le démon, détruisit le péché. "Venu dans son héritage, il n'a pas été accueilli par les siens." »

Or, le passage concerné du Deutéronome (14.18) parle du Charadion (yapaôptôv), que l'on identifie au pluvier (famille des Charadriinés).